# Lange Brücke (Potsdam)
Die  Lange Brücke in Potsdam ist eine Straßenbrücke über die Havel. Die Brücke ist der älteste bekannte innerstädtische Havelübergang. Sie verbindet den historischen Kern von Potsdam mit der Teltower Vorstadt und Babelsberg. Über sie wird die Bundesstraße 1 geführt.

## Geschichte
Die Stadt Potsdam wird im Osten und Süden durch die seenartige Havel begrenzt, welche ihren Lauf nachweisbar seit dem 10. Jahrhundert mehrfach änderte. Durch mitgeführten Schwemmsand und das Absetzen aufgrund der geringen Fließgeschwindigkeit des Flusses bildeten sich mit der Zeit kleine Inseln und Sandbänke. Daraus entstanden die heutigen Landschaftsformen und auch die spätere Freundschaftsinsel und die beiden Flussarme in der Stadt.
Eine erste Brücke über die Havel wird bereits 1317 erwähnt. Dieser Havelarm wird später als Alte Fahrt bezeichnet werden. Die Brücke war nicht sehr dauerhaft, denn schon 1375 wird in einer erhalten gebliebenen Urkunde als Möglichkeit der Flussquerung nur noch eine Fähre genannt. Im Jahr 1416 erfolgte ein neuer Brückenbau. Am 28. Februar 1416 erteilte der Kurfürst Friedrich I. von Hohenzollern der Stadt die Erlaubnis, eine brügke gen dem Teltow zu errichten. Der Brückenzoll wurde den Bürgern als Einnahme zugewiesen. Im Jahre 1564 wurde die Flussquerung das erste Mal amtlich als Lange Brücke bezeichnet. Über welchen Zeitraum diese Brücke genutzt werden konnte, ist nicht überliefert. Für die Zeit des Dreißigjährigen Krieges wird erwähnt, dass die Truppen der kriegführenden Parteien mehrmals die Brücke überquerten und die Stadt schließlich verwüsteten.
In den Jahren 1662/1664 folgte ein weiterer Brückenneubau im Auftrag des Großen Kurfürsten im Zuge des Ausbaus Potsdams zur Residenzstadt. Die Brücke bestand aus Holz. Sie hatte 48 Jochbögen und wie damals an allen Brücken üblich, einen aufklappbaren Schiffsdurchlass. Sie war etwa 220 Meter lang. Auf dieser Brücke befanden sich ein Wach- und ein Torhaus. Am 8. August 1756 führte Friedrich der Große seine Truppen über die Brücke in den Siebenjährigen Krieg. Trotz ständiger aufwendiger Reparaturen wurde ihr Zustand im Laufe der Zeit immer schlechter. Entwürfe für einen Neubau gab es 1770/1771 von Johann Boumann und von Carl von Gontard im Auftrag des Königs Friedrich II. Sie wurden nicht realisiert. Jeweils 1802 und 1815 gab es Brückenneubaupläne. Diese wurden jedoch immer wieder verworfen.
Im Jahre 1823 begannen die Arbeiten an einem neuen Havelübergang, welcher nach zweijähriger Bauzeit fertig wurde. Die gusseisernen Teile der Brücke lieferte die königliche Gusshütte in Malapane. Um die Bedingungen für die Schifffahrt als einer der Hauptversorgungsträger der sich entwickelnden Residenzstadt zu verbessern, wurde inzwischen der alte Nuthegraben auf der östlichen Seite der Havelinsel ausgebaut und vertieft. Diese Insel erhielt später den Namen Freundschaftsinsel. Der Nuthegraben war ein sumpfiger Abflussarm des Nebenflusses Nuthe. Die 1825 dem Verkehr übergebene Brücke überspannte mit acht gusseisernen Bögen den Fluss und hatte ebenfalls einen aufklappbaren Durchlass für Schiffe. Zum Ende des 19. Jahrhunderts wurde auch diese Brücke dem ständig ansteigenden Verkehr nicht mehr gerecht. Die Wasserstraße durch Alte und Neue Fahrt, die sogenannte Potsdamer Havel hatte inzwischen durch den Bau des Sacrow-Paretzer Kanals ihre Bedeutung verloren.

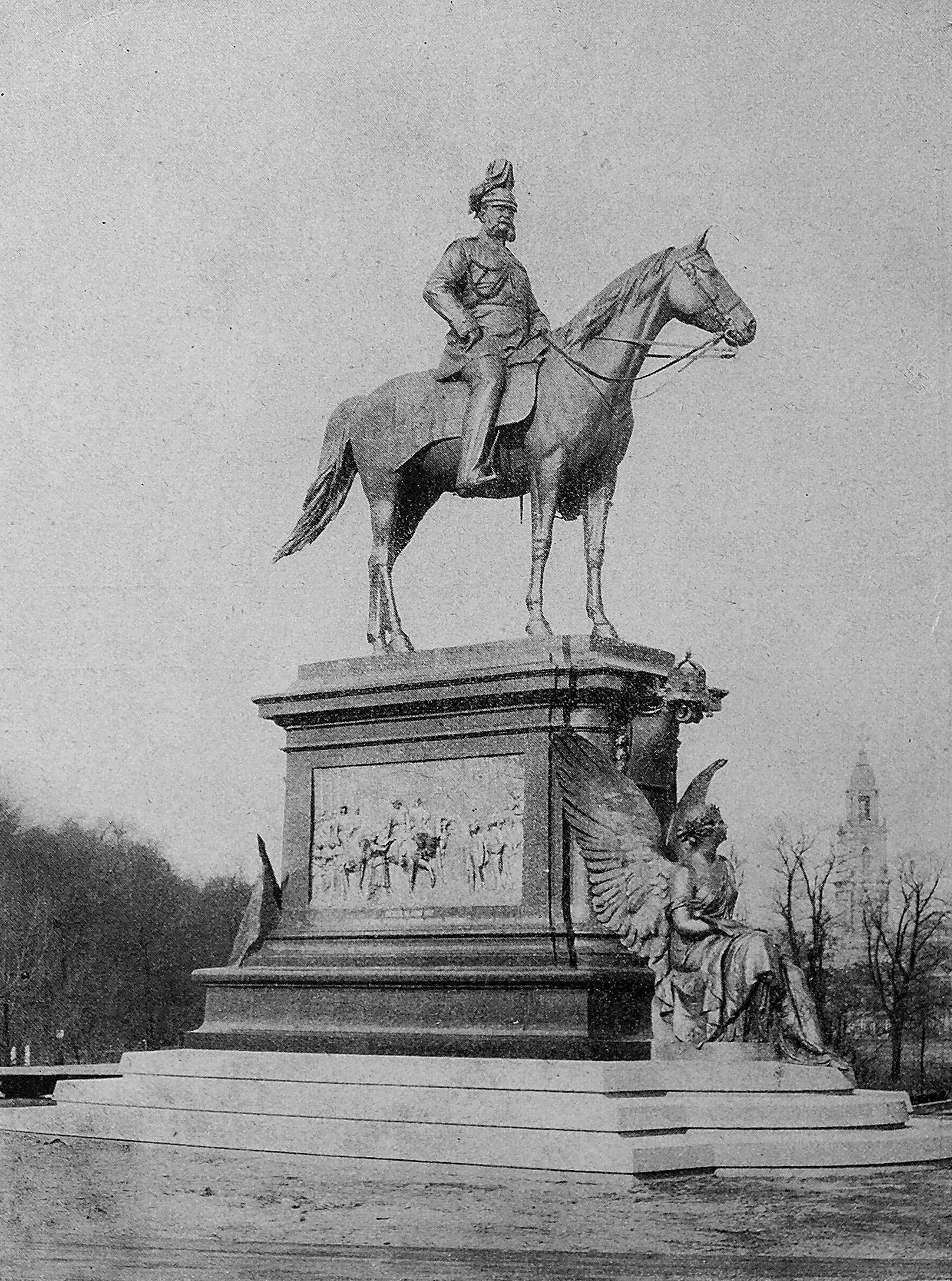
Kaiser-Wilhelm-Reiterstandbild als zwischenzeitlicher Namenstifter der Brücke

In den Jahren 1886 bis 1888 entstand eine neue steinerne Brücke nördlich der Alten als Ersatzbau. Der ursprüngliche Entwurf stammte von den Regierungs-Baumeistern Hermann Mathies und Otto Poetsch aus dem Ministerium der öffentlichen Arbeiten. Die weitere Bearbeitung und die Ausführung wurde dem Regierungs-Baumeister Hoffmann und die künstlerische Gestaltung Poetsch übertragen. Die Brücke wurde im Juli 1888 ohne Feierlichkeiten übergeben. Grund war der Tod zweier Kaiser in diesem Jahr. Nachdem 1901 ein Reiterstandbild Kaiser Wilhelms I. von Ernst Herter an der Brücke errichtet worden war, wurde sie in Kaiser-Wilhelm-Brücke umbenannt. 1935 machten die Nationalsozialisten die Umbenennung rückgängig. Sie heißt seither wieder Lange Brücke. Am 2. September 1907 fuhr die erste elektrische Straßenbahn über die Brücke. Am 24. April 1945 wurde die Brücke über die Neue Fahrt durch die deutsche Wehrmacht gesprengt. Der Brückenteil über die Alte Fahrt blieb beschädigt erhalten. Mitte 1945 entstand eine Behelfsbrücke mit Stahlträgern auf den vorhandenen Unterbauten der Brücke über die Neue Fahrt.

## Heutige Brücke

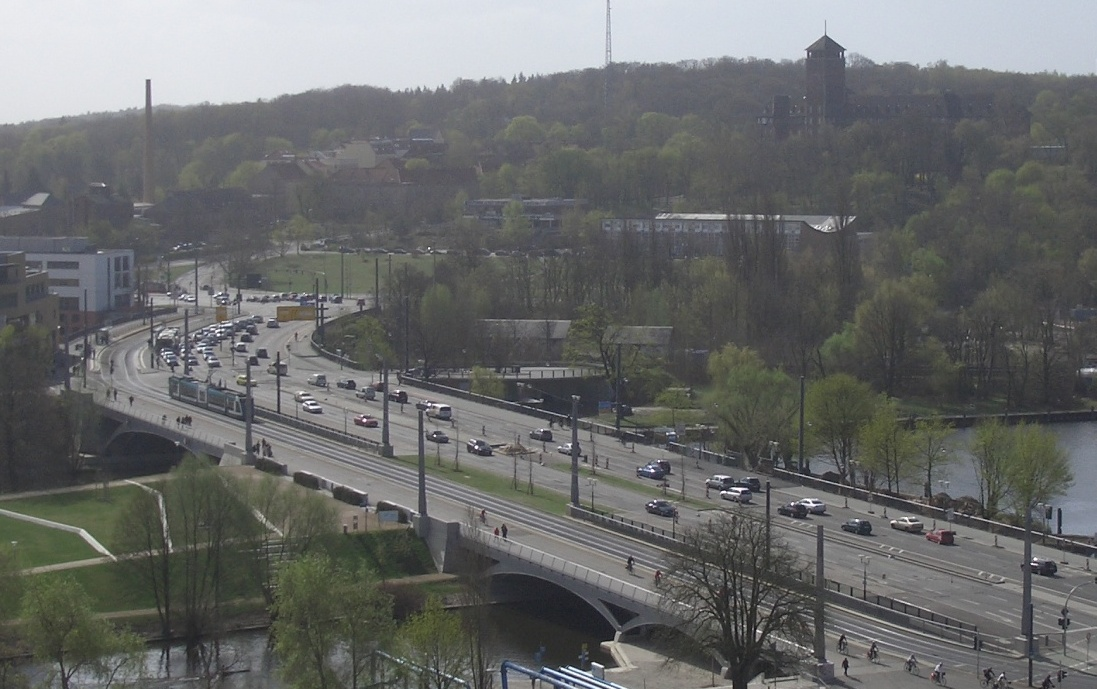
Blick Richtung Süden von der St. Nikolaikirche über die Lange Brücke zum Brauhausberg, April 2011

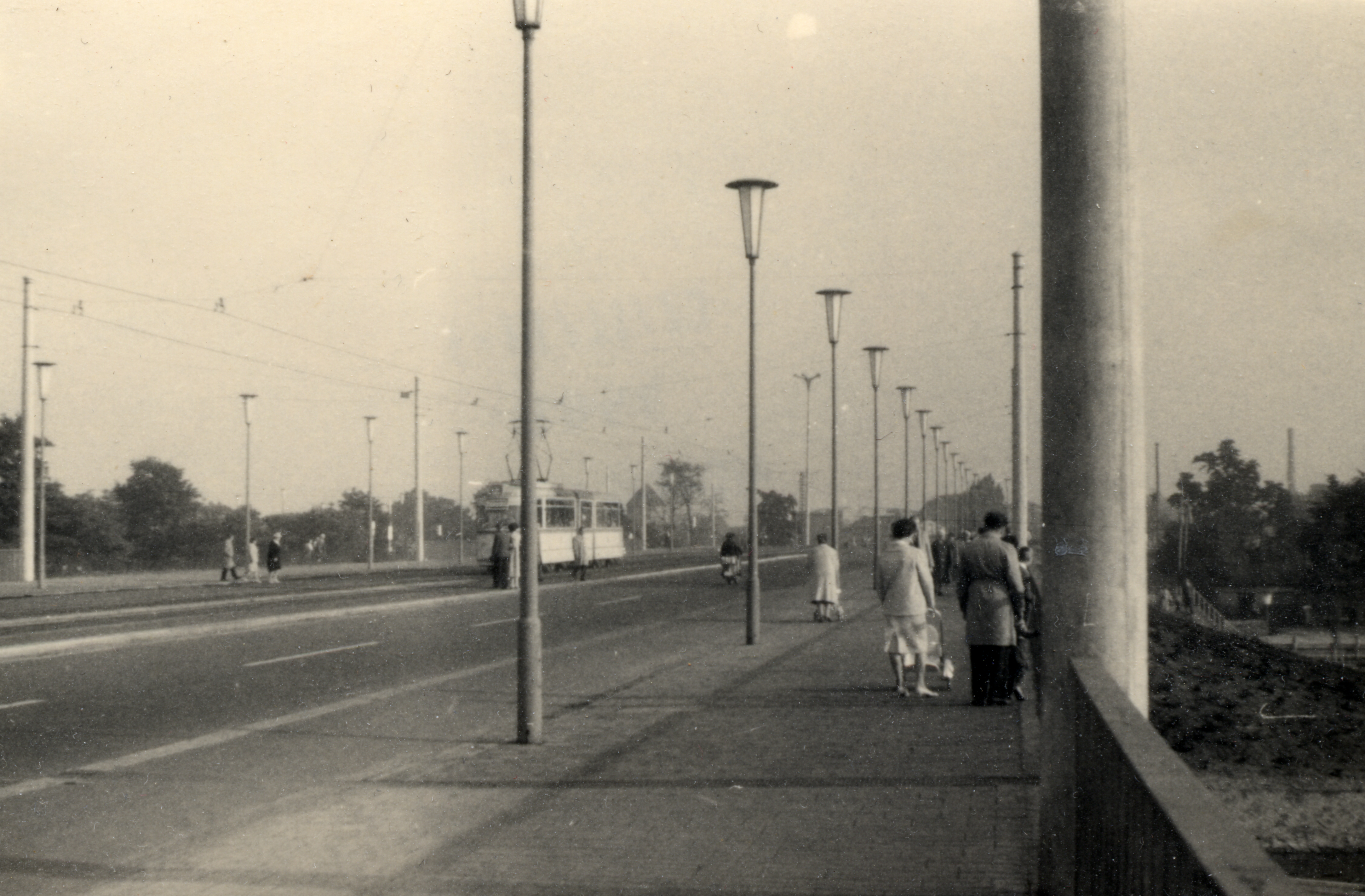
Neue Lange Brücke 1962
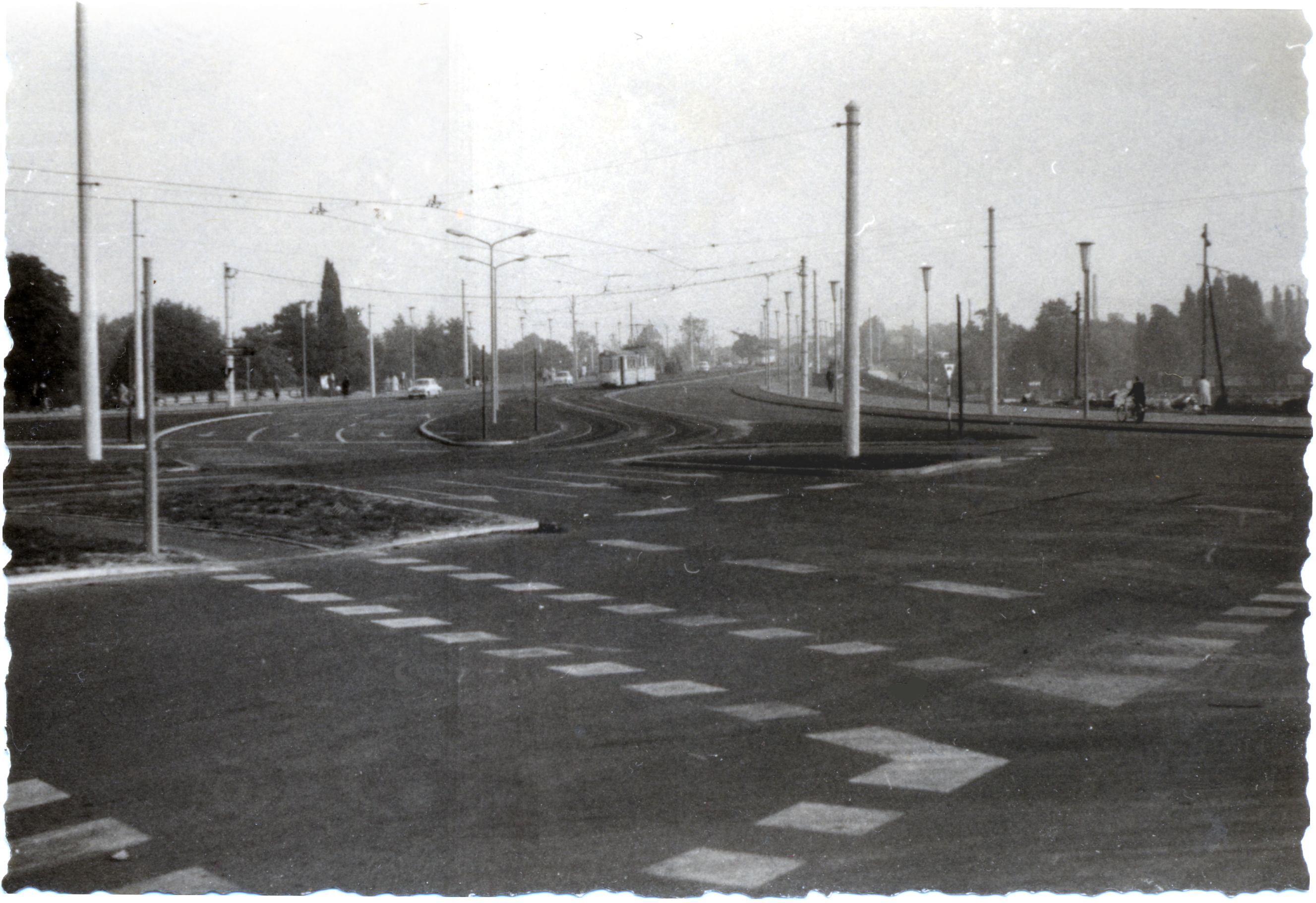
Knoten Friedrich-Ebert-Straße (links) / Wilhelm-Külz-Straße (rechts) / Lange Brücke (geradeaus), 1962, vor Installation der vorgesehenen Ampeln
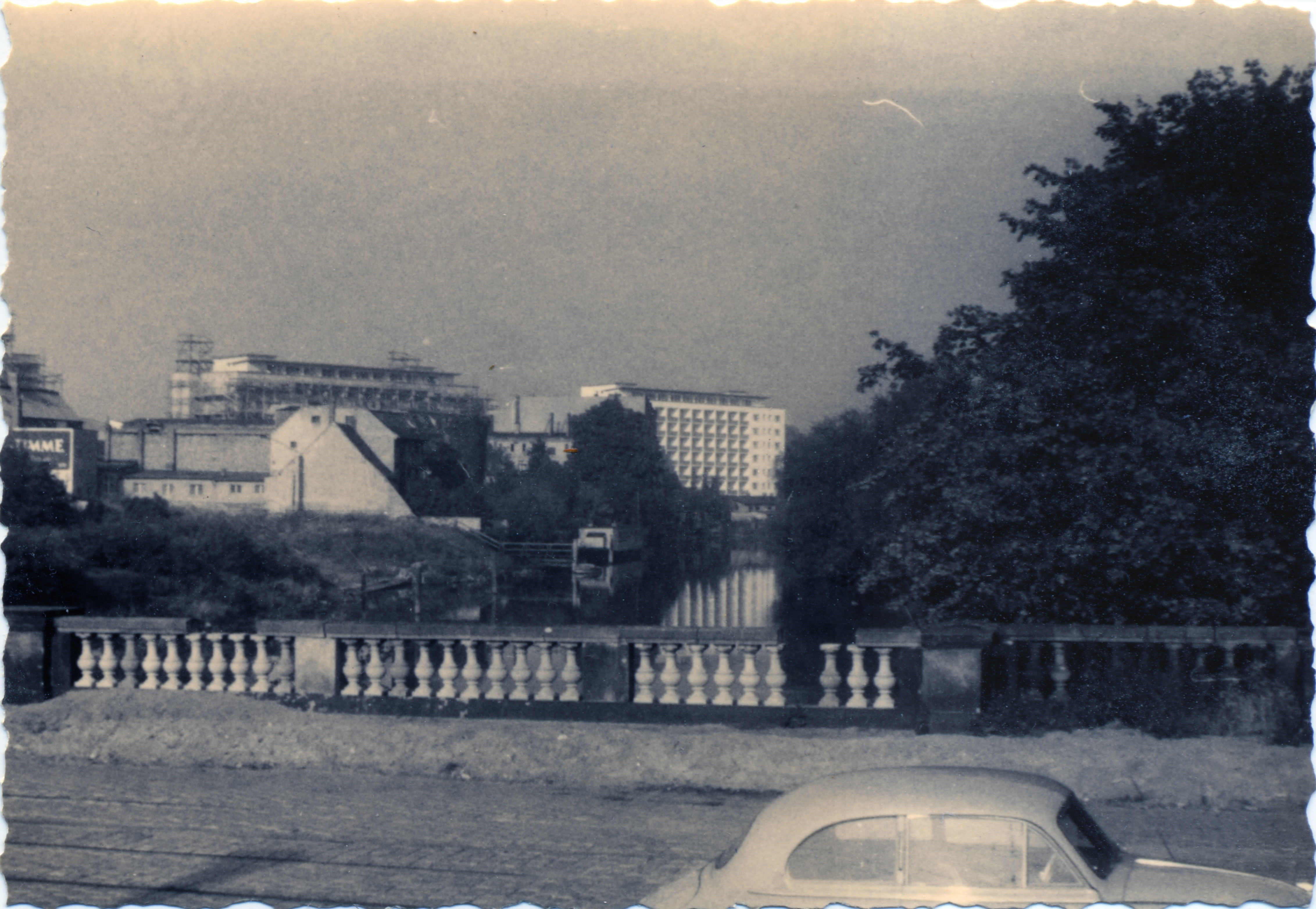
Alte Fahrt und alte Lange Brücke von der neuen Langen Brücke, 1962

Die heutige Brücke wurde in den Jahren 1958–1961 gebaut. Sie ist damit die nachweisbar sechste Havelbrücke an dieser Stelle. Der Brückenbau stand im Zusammenhang mit der Errichtung eines neuen sozialistischen Zentrums für Potsdam. Der Verlauf der neuen Brücke war so geplant, dass der stadteinwärtige Verkehr direkt auf den Garteneingang des Corps de logis des Stadtschlosses führte. Das Fundament des kurz nach 1945 zur Metallgewinnung verschrotteten Kaiser-Wilhelm-Denkmals wurde bei der Verschiebung zerstört. Noch 1949 war ein Versuch der lokalen SED, die wiederaufbaufähige Schlossruine zu vernichten, gescheitert. Mit dem Brückenbauprojekt von 1957 konnte sie eine erneute Diskussion um den Schlossabriss auch mit verkehrstechnischen Argumenten führen. Im Mai 1959 beschloss das Politbüro der SED den Abriss des Schlosses, der noch vor der Fertigstellung der neuen Brücke durchgeführt wurde.
Da die Brücke von 1961 vor allem auf der Nordseite Schäden aufwies, wurden im April 2008 Bauarbeiten an einer zusätzlichen Parallelbrücke begonnen, um die Nordfahrbahn zu ersetzen und außerdem Platz für die Straßenbahn zu schaffen. Diese neue Brücke über die beiden Havelarme und die Südspitze der Freundschaftsinsel, nördlich der vorhandenen Brücke nimmt breite Fuß- und Radwege auf sowie Straßenbahn- und Buslinien, die bisher über die alte Lange Brücke führten. Im Sommer 2009 passierte die erste Straßenbahn die neue Brücke. Die alte Brücke übernimmt bis etwa 2025 die Funktion einer Südfahrbahn und soll danach – passend zum Entwurf der Nordbahrbahn – neu errichtet werden.
2011 wurde die neue Brücke mit dem Brandenburgischen Baukulturpreis in der Kategorie Infrastruktur ausgezeichnet.

„Bei der verkehrlichen Umorganisierung der historischen Innenstadt spielte zum einen die Funktionalität eine große Rolle, zum anderen sollte die Erweiterung des vorhandenen Brückenbauwerks sich in das Stadtbild als Ensemble einfügen. Dies gelang mit schwungvollen, zur Stadt hin kleiner werdenden Bögen, die im übertragenen Sinne einen Steinwurf auf der Wasseroberfläche darstellen.“

## Bekannte Brückendaten
| Bauwerk                   | Breite (Meter) | Länge (Meter) |
| ------------------------- | -------------- | ------------- |
| Holzbrücke von 1662       | 05,00          | 220,00        |
| Gusseisenbrücke von 1825  | 09,50          | 183,50        |
| Massivbrücken von 1888    | 18,00          | 38,00 / 37,90 |
| Spannbetonbrücke von 1961 | 32,50          | 35,00 / 49,50 |

## Bilder

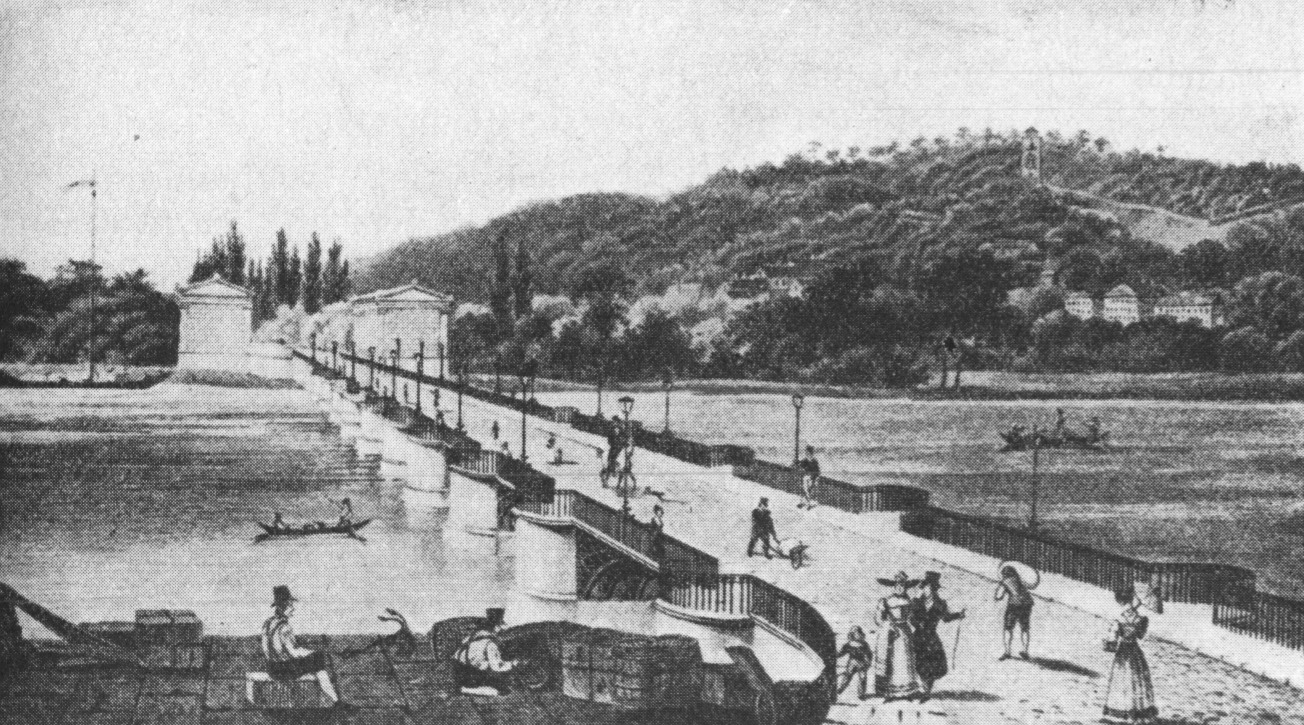
Die Lange Brücke 1829
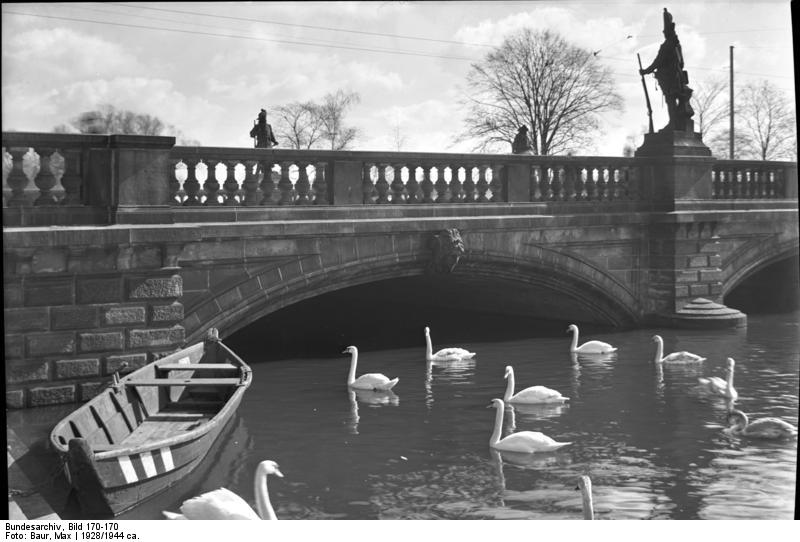
1928 bei Hochwasser
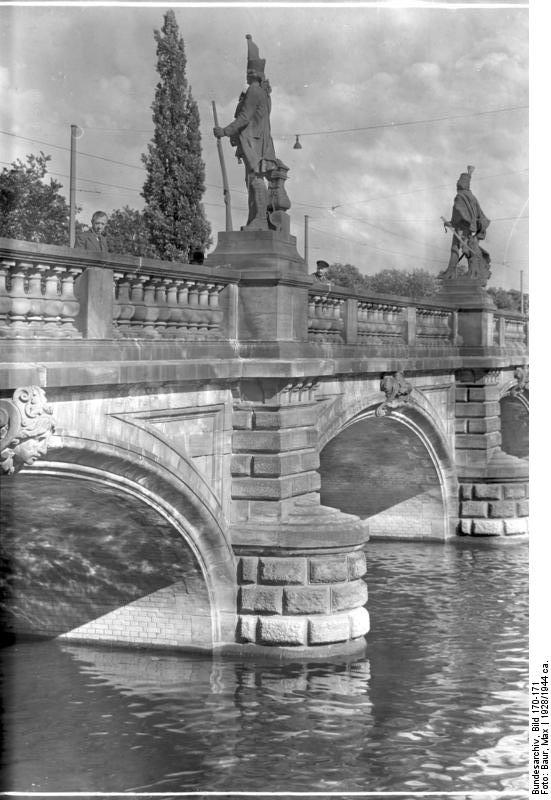
1928 bei normalem Wasserstand
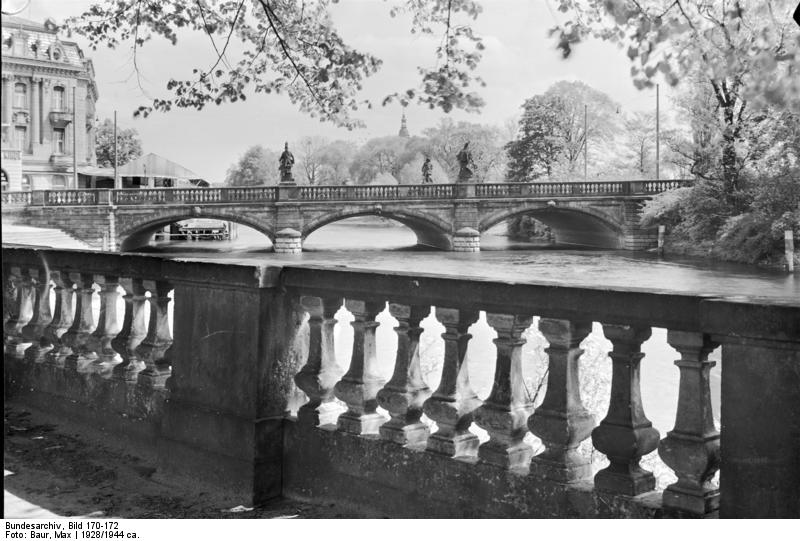
1928
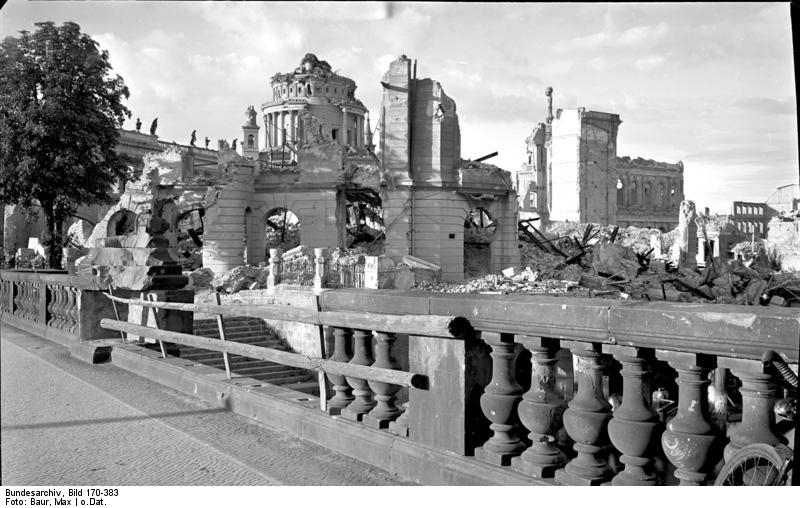
Sommer 1945
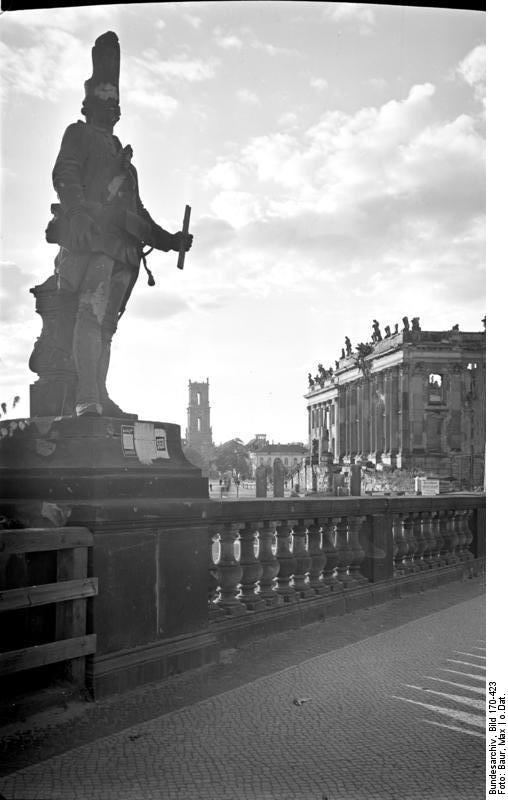
Sommer 1945
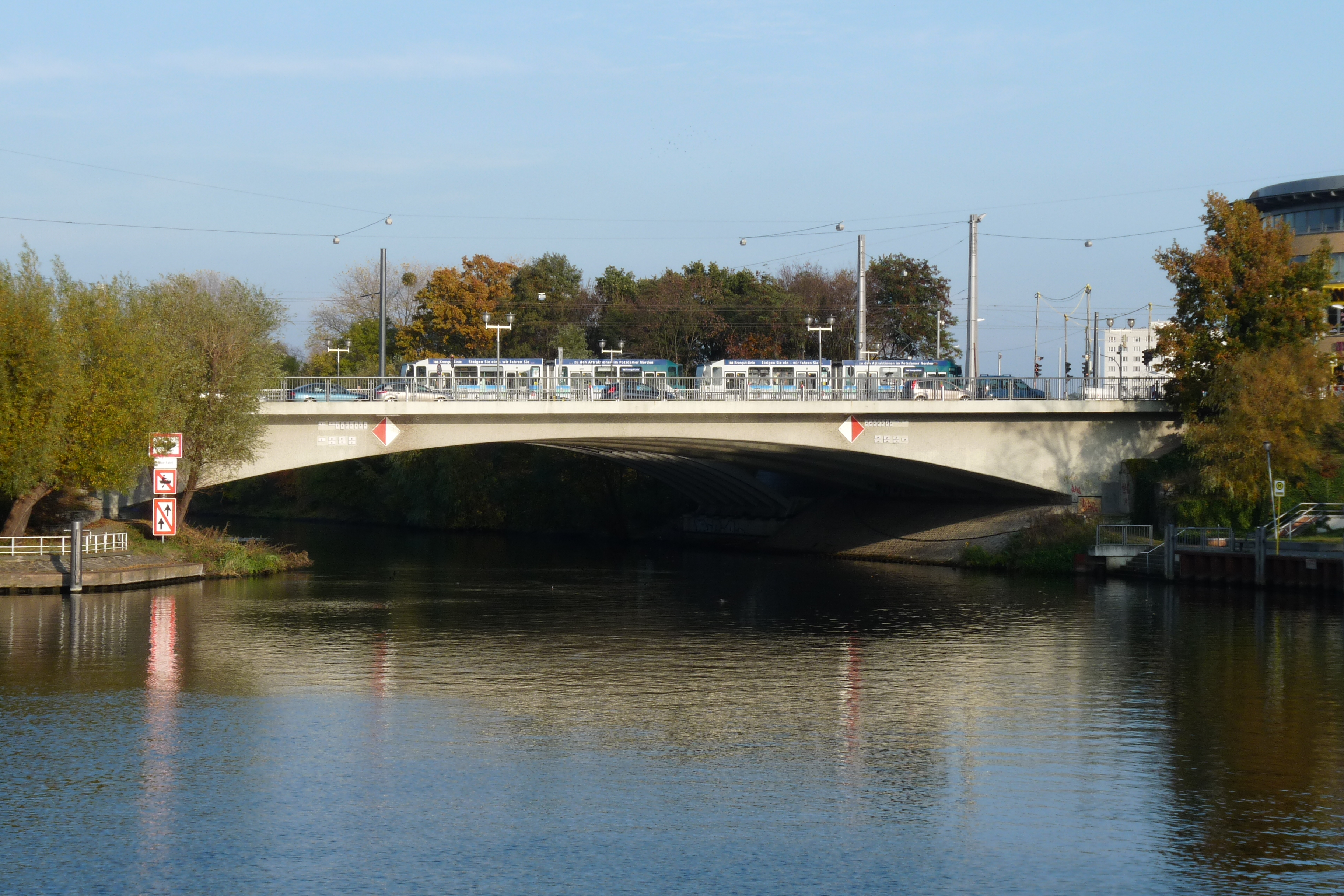
2009, Neue Fahrt
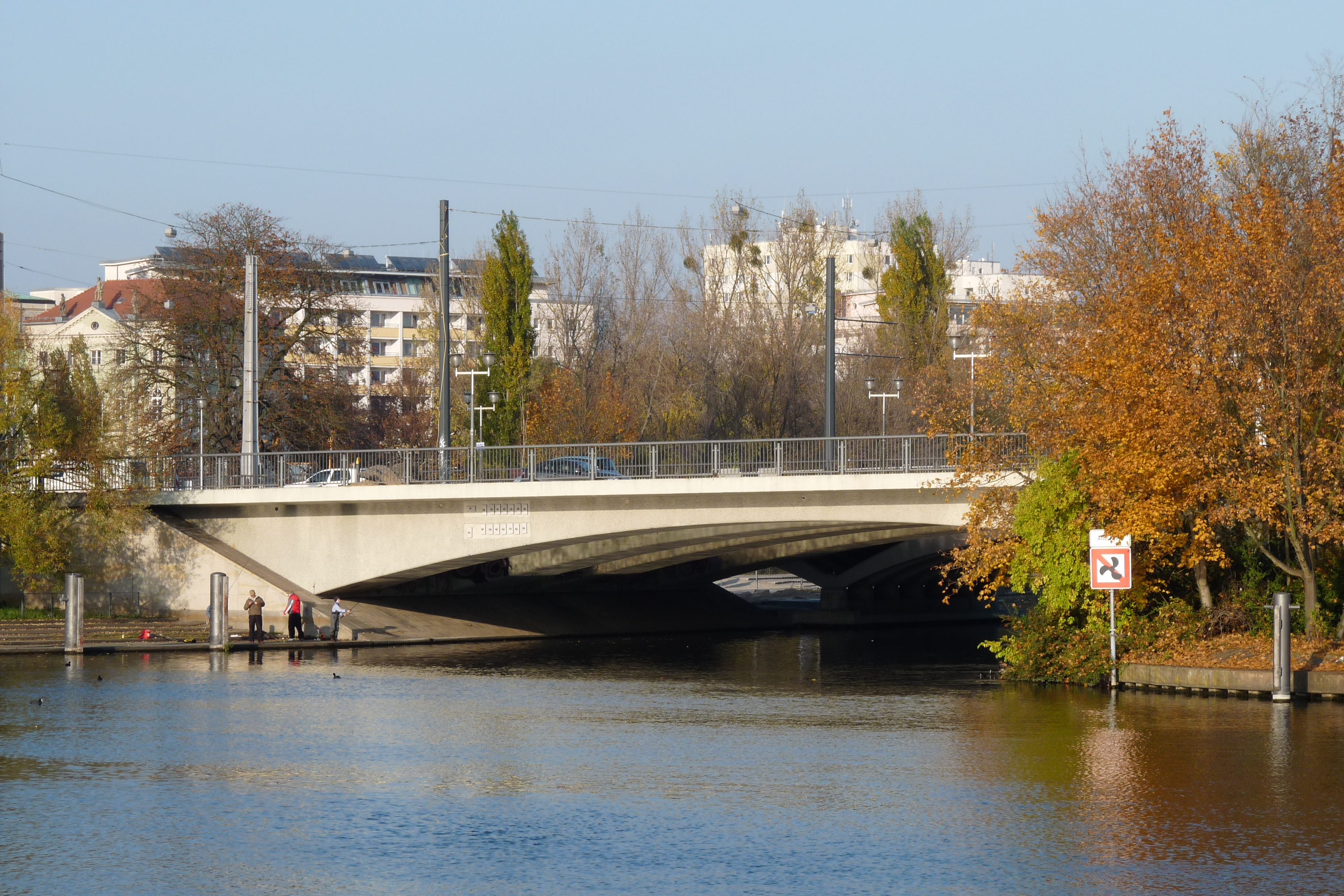
2009, Alte Fahrt